# ازدواج همجنس در سوئد
ازدواج همجنس‌ در سوئد از اول مه ۲۰۰۹ قانونی شده‌است. قانون آن در اول آوریل ۲۰۰۹ تصویب شد. سوئد هفتمین کشوری است که ازدواج همجنس را در سطح ملی قانونی کرده‌است.
در ۲۲ اکتبر ۲۰۰۹ کلیسای سوئد با یک رای‌گیری ۱۷۶ موافق در مقابل ۶۲ مخالف تصویب کرد که کشیش‌های سوئدی می‌توانند بدون در نظر گرفتن جنسیت اعمال ازدواج را برای دیگران به انجام برسانند و از اول نوامبر ۲۰۰۹ ازدواج همجنس در کلیساهای سوئد نیز صورت گرفت.

## در افکار عمومی
یک نظرسنجی در سال ۲۰۰۶ نشان داد که ۷۱٪ مردم سوئد موافق قانونی سازی ازدواج همجنس‌ هستند که از بالاترین درصدها در اتحادیه اروپا است.
یوروبارومتر(Eurobarometer) در سال ۲۰۱۵ طبق یک نظرسنجی بیان کرد که ۹۰٪ از سوئدی‌ها فکر می‌کنند که ازدواج همجنس‌ باید در سراسر اروپا مجاز باشد و ۷٪ مخالف هستند.
در یک نظر سنجی که در سال ۲۰۱۹ توسط یوروبارومتر(Eurobarometer)انجام شد، ۹۲ درصد از سوئدی‌ها موافق قانونی شدن ازدواج همجنس در سراسر اروپا بودند و ۶ درصد افراد هم مخالف بودند.